# Hoikkajärvi (sjö i Finland, Norra Österbotten, lat 65,67, long 29,55)
Hoikkajärvi är en sjö i Finland. Den ligger i kommunen Kuusamo i landskapet Norra Österbotten, i den nordöstra delen av landet, 600 km norr om huvudstaden Helsingfors. Hoikkajärvi ligger 236,1 meter över havet. Den är 3,28 meter djup. Arean är 51,9 hektar och strandlinjen är 7,87 kilometer lång. Sjön  ingår i Kems huvudavrinningsområde. 